# آهوچه معمولی
آهوچه معمولی، آهوبُز معمولی یا غزالک معمولی (نام علمی: Sylvicapra grimmia) نام یک گونه از تیره گاوسانان است.